# 博羅達尼
49°32′54″N 30°44′31″E / 49.54833°N 30.74194°E

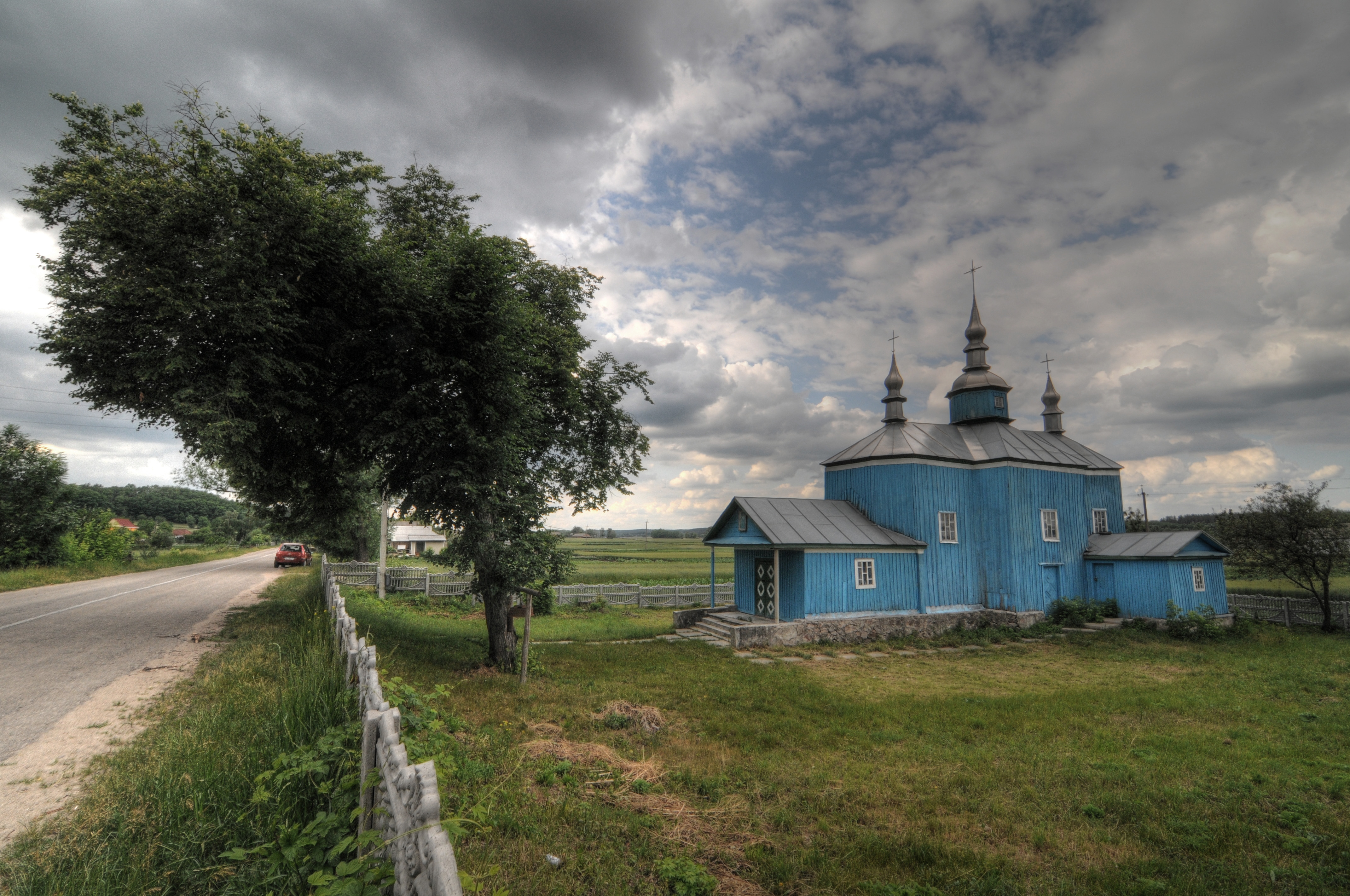

博羅達尼（烏克蘭語：Бородані）是位於烏克蘭北部的村莊，由基辅州奧布希夫區的博胡斯拉夫市鎮負責管轄。該村始建於1239年，面積1.1平方公里，海拔高度154米，2001年人口249，人口密度每平方公里226.4人。